# Biezen en Milschot
Biezen en Milschot is een beheersobject van het Staatsbosbeheer dat op zich deels bevindt in de gemeente Laarbeek en deels in Gemert-Bakel in het oosten van de Nederlandse provincie Noord-Brabant. Het beslaat ongeveer 300 ha.
Het bestaat uit meerdere, sterk verschillende en afzonderlijk gelegen complexen. In het kader van de realisatie van de Ecologische
Hoofdstructuur tracht de overheid deze gebieden onderling te verbinden.
Tot het object horen ook nog enkele apart gelegen landschapselementen en botanisch rijke schraalgraslandjes waar onder meer de Vleeskleurige orchis groeit.
Het hele gebied watert (deels via de Esperloop) af naar de Snelle Loop, die voorbij Gemert uitkomt op de rivier de Aa.

## De Biezen
Een gebied met welig begroeide natte loofbossen op lemige bodem in de gemeente Laarbeek, in een rustig gebied op korte afstand van het Missieklooster van Aarle-Rixtel. Er is populierenaanplant, droog eikenbos en broekbos. Er liggen ook schrale en bloemrijke graslanden.

## Milschot
Dit is een droog naaldhoutgebiedje bij de Mortel, noordelijk van de Grotelse heide, daarvan slechts gescheiden door de Snelle Loop.

## Grotelse heide
Niet ver van buurtschap Grotel ligt een gebied met grovedennenbossen, aangelegd op een vroegere vochtige heide aan weerszijden van de Esperloop. Het gebied wordt onderbroken door akkers en weiden, waarvan echter een deel aan het natuurgebied is toegevoegd. Men spreekt ook wel van het Grotelse Bos.

### Esperloop
De Esperloop is een (bovenloop van een) over zo'n 2 km betrekkelijk goed bewaard gebleven heidebeek met redelijk schoon water. Dit riviertje, dat veel schoon bronwater aan de Peelrandbreuk dankt, is landschappelijk, qua plantengroei en hydrobiologisch van waarde.